# Клімаков Дмитро Ігорович
Дмитро Ігорович Клімаков (нар. 5 березня 1989, Харків) — український футболіст, півзахисник.

## Біографія
Вихованець харківського футболу. Перші тренери — Ігор Бік і Сергій Стародубцев. У дорослому футболі починав грати в харківському «Геліосі». У 2010 році перейшов в «Ністру» (Отач). У вищому молдавському дивізіоні дебютував 10 квітня того ж року, вийшовши в основному складі у грі проти «Мілсамі». Всього в чемпіонаті сусідньої країни провів 8 матчів, у яких відзначився двома жовтими картками та автоголом у грі з «Дачією».
Після повернення до України грав у дублі сімферопольської «Таврії», звідки перебрався в «Шахтар» (Свердловськ), а потім — у дніпродзержинську «Сталь».
Навесні 2013 року уклав контракт із друголіговим клубом «Гірник-спорт». У команді Ігоря Жабченко Клімаков грав в опорній зоні у парі з Артемом Прошенко, а після його уходу — з молодим Вадимом Новіковим. За результатами сезону 2013/14 «Гірник-спорт» став переможцем другої ліги і завоював право виступати у першій лізі. Дебютний сезон у першому дивізіоні Клімаков починав основним опорним, але після зимової перерви на цій позиції частіше став з'являтися Марат Даудов. 25 листопада 2015 року було оголошено про припинення співпраці між гравцем і «Гірником-спорт».
4 січня 2016 року був офіційно повідомлено про перехід Дмитра до «Інгульця».
У липні 2018 року підписав контракт з харківським «Металістом 1925». У січні 2019 року припинив співпрацю з «жовто-синіми», провівши за харківський клуб загалом 5 матчів у першій лізі та один — у кубку України.

## Досягнення
- Друга ліга чемпіонату України:
  -  Чемпіон (1): 2013/14